# Canarium batjanense
Canarium batjanense är en tvåhjärtbladig växtart som beskrevs av P.W. Leenhouts. Canarium batjanense ingår i släktet Canarium och familjen Burseraceae. Inga underarter finns listade i Catalogue of Life.